# Frank Egharevba
Frank Egharevba (* 15. Dezember 1985 in Benin City) ist ein ehemaliger nigerianisch-österreichischer Fußballspieler.

## Vereinskarriere
Geboren 1985 in Nigeria, kam Egharevba mit seiner Familie im Jahre 1991 nach Österreich. Dort spielte er in der Jugend unter anderem für den IC Favoriten, ehe er 2003 den Sprung ins Ausland zum ukrainischen Verein Karpaty Lwiw wagte.
Nach einem Jahr bei Karpaty, in dem er den Durchbruch nicht schaffte und lediglich in der Jugend und B-Mannschaft des Vereins zum Einsatz kam, wurde er an das Lwiw benachbarte Tomaszów Lubelski an Tomasovia abgegeben. Beim damaligen polnischen Viertligisten konnte er sich daraufhin durchsetzen und erzielte in der Hinrunde der Spielzeit 2004/05 zehn Tore. In Folge scheiterte ein Wechsel zum damaligen polnischen Erstligisten Górnik Zabrze knapp, ehe er für ein halbes Jahr mit Kaufoption an den Traditionsverein Widzew Łódź in die zweite polnische Liga verliehen wurde.
Der Wechsel zu Widzew stellte sich daraufhin als beidseitiges Missverständnis heraus. Egharevba schaffte es nicht sich in der Mannschaft zu integrieren und wurde unter anderem von den eigenen Fans rassistisch angefeindet. Insgesamt kam er auf lediglich vier Ligaeinsätze ohne Torerfolg und drei Einsätzen im Aufstiegsplayoff mit einem Tor. Am Ende der Spielzeit zog Widzew daraufhin nicht die Kaufoption und Egharevba wechselte zurück zu Tomasovia.
In Folge schoss er in der Herbstsaison der Spielzeit 2005/2006 noch drei Tore für Tomasovia, ehe er sich verletzte und zur Behandlung nach Österreich zurückkehrte. Im Dezember 2005 lief daraufhin sein Vertrag aus, woraufhin er vom damaligen polnischen Zweitligisten Śląsk Wrocław getestet und in Folge verpflichtet wurde.
Mit sieben Toren in elf Vorbereitungsspielen startete er daraufhin furius in sein Engagement bei Śląsk. In Folge kam er bis zum Mai 2006 in neun Ligaspielen zum Einsatz und konnte dabei zwei Tore erzielen, ehe eine Kontroverse mit seinem Teamkollegen Tomasz Rudolf seine Karriere in Polen vorzeitig beendete. Nach diesem Skandal bei Śląsk verließ Egharevba Polen und wechselte in die Schweiz zum Drittligisten FC Naters.
Beim von Spielertrainer Dejan Marković betreuten Verein avancierte er daraufhin zur Schlüsselfigur der Mannschaft. Obwohl er erst ab der fünften Runde spielberechtigt war, schoss er in 26 Einsätzen 16 Tore und belegte damit den dritten Rang der Torschützenliste.
Zur Spielzeit 2006/07 kam er über Vermittlung von Vladimir Jugović als einer von nur wenigen unetablierten Spieler zum damaligen Finanzkrösus der österreichischen Erste Liga, dem SK Schwadorf. Im Schwadorfer Kader mit Spielern wie Marek Kincl, Jozef Valachovič, Anton Ehmann, Roman Mählich, Michael Wagner oder Marcus Pürk, wurde der damals in Österreich trotz seiner Staatsbürgerschaft praktisch unbekannte Egharevba von den Medien lediglich als Randerscheinung wahrgenommen und in der Berichterstattung fast gänzlich ignoriert. Nach einem Fehlstart mit zwei Auftaktniederlagen und dem Trainerwechsel von Attila Sekerlioglu zu Bernd Krauss, erlangte Egharevba bereits früh in der Saison überraschend einen Stammplatz und entwickelte sich zum einzigen Lichtblick einer zum Teil inferioren Schwadorfer Mannschaft. Während die Großverdiener wie Kincl oder Bojan Filipović enttäuschten, brachte er es mit 18 Einsätzen zum meisteingesetzten Spieler bzw. mit acht Toren zum führenden der internen Klubtorschützenliste. In der Winterpause sorgte er daraufhin für einen kleinen Eklat, als er auf eigene Faust seinen Urlaub in Nigeria antrat, anstatt eine zuvor zugezogene Adduktorenverletzung behandeln zu lassen. Als er mit der unbehandelten Verletzung aus dem Urlaub zurückkehrte, musste er die gesamte Vorbereitung aufgrund seiner Rekonvaleszenz aussetzen und fiel dabei beim neubestellten Trainer Heinz Peischl in Ungnade. Kurz vor Urlaubsbeginn hatte Präsident Richard Trenkwalder noch die Option auf eine Verlängerung seines Vertrags bis zum Sommer 2010 gezogen. Nach ausgestandener Verletzung hatte er seinen Stammplatz verloren und kam bis zum Saisonende nur mehr sechs Mal zum Einsatz.
Trotzdem war er nach der Fusion zwischen Schwadorf und der Admira zum neubenannten FC Admira Wacker Mödling einer der wenigen Schwadorfer Spieler, die auch zum neuen Verein mitgenommen wurden. Unter Peischl kam er daraufhin in den ersten vier Saisonspielen auch beim neuen Verein zum Einsatz, ehe dieser durch Walter Schachner ersetzt wurde. Dieser legte auf Egharevba keinen Wert mehr und verbannte ihn in die in der Regionalliga Ost beheimateten zweiten Mannschaft. Nach fünf Toren in acht Spielen bis zur Winterpause drängte Egharevba von sich aus auf Leihbasis zurück zum FC Naters wechseln zu können, was die Admira zuließ.
Zurück in Naters konnte er an frühere starke Leistungen anknüpfen und belegte mit sieben Toren in 14 Saisoneinsätzen nach einem halben Jahr sogar noch Platz zwei in der klubinternen Torschützenliste. Naters verpasste mit Platz zehn jedoch deutlich den Aufstieg in die Challenge League, woraufhin er wieder zur Admira zurückkehrte. In Folge wurde sein Vertrag in beidseitigem Einvernehmen aufgelöst und Egharevba wechselte in die serbische SuperLiga zum FK Javor Ivanjica. Nach einem halben Jahr mit lediglich einem Torerfolg wurde jedoch auch bei Javor sein Vertrag vorzeitig aufgelöst.
Nach einem halben Jahr Vereinslosigkeit unterschrieb er beim österreichischen Zweitligisten SC Austria Lustenau. Kurz nach Vertragsunterzeichnung drohte der Wechsel doch noch zu scheitern, da Egharevba Anzeichen von Gelbsucht zeigte, was jedoch nach einer ärztlichen Untersuchung ausgeräumt werden konnte. Am vierten Spieltag beim 4:0-Heimsieg gegen den SKN St. Pölten erzielte er daraufhin sein erstes Tor für Lustenau. Aber schon im Sommer wechselte er weiter zum Viertligisten SV Würmla. 
Am 23. Jänner 2015 kam es zu einem Eklat im Mannschaftstraining des SV Würmlas: Aus unbekannten Gründen dürften Egharevba komplett die Sicherungen durchgebrannt sein und ging mit Fäusten auf den Tormann Ertan Uzun los. Als Folge wurde Egharevba aus dem Team geworfen mit den Worten des Trainers Mario Handl „Er braucht nicht mehr kommen!“. Nach nur einem halben Jahr beim SV Stripfing verpflichtete Würmla Egharevba wieder, woraufhin Uzun den Verein verließ. Dort fungierte er in der Folgezeit wieder als Goalgetter und brachte es in der Spielzeit 2015/16 auf 24 Treffer bei 28 Meisterschaftseinsätzen. Ehe er den Verein in der Winterpause 2016/17 verließ, hatte er es in dieser Saison auf weitere 14 Ligaspiele und neun -tore gebracht. In weiterer Folge ließ er seine Karriere bei unterklassigen Vereinen in Niederösterreich (SV Wimpassing und ASV Spratzern), Burgenland (FSG Oberpetersdorf/Schwarzenbach) und Vorarlberg (FC Blau-Weiß Feldkirch, FC Schlins und FC Rätia Bludenz) ausklingen, ehe er im Sommer 2020 seine Karriere als Aktiver beendete.

## Nationalmannschaft
Theoretisch für Österreich und Nigeria spielberechtigt, gab es bisher nur seitens seines Geburtslandes Interesse den Spieler in eine Nationalmannschaft einzuberufen. Egharevba selbst zeigte auch seine deutliche Bereitschaft für Nigeria aufzulaufen, wurde jedoch bisher nicht einberufen.